# Infections of a Different Kind (Step 1)
Infections of a Different Kind (Step 1) (en español: Infecciones de un tipo diferente (parte 1)) es el segundo EP de la cantante noruega Aurora. Fue lanzado el 28 de septiembre de 2018 por Decca Records. Originalmente estuvo disponible sólo para streaming y descarga digital, pero luego tuvo un lanzamiento limitado en CD, casete y vinilo el 1 de noviembre de 2019 a través de su tienda en línea. Es la primera parte de un álbum doble, cuya continuación fue lanzada el 7 de junio de 2019, bajo el nombre de A Different Kind of Human (Step 2).

## Composición, grabación y lanzamiento
El día del lanzamiento de su álbum debut, All My Demons Greeting Me as a Friend, Aurora dijo que era el primero de muchos que ya había planeado. El 12 de mayo de 2016, después de volver de su gira europea, anunció que estaba a punto de empezar a escribir y producir nuevo material, el cual finalmente formará parte de su segundo álbum de estudio. También mencionó en un evento de Facebook que tenía 15 canciones "demo" y que había escrito alrededor de 1,000 poemas/canciones. Tras ese anuncio, Aurora lanzó "I Went Too Far" como sencillo de su primer álbum junto a su vídeo musical el 4 de julio de 2016. Según Aurora, su segundo álbum fue planeado para ser lanzado en el cuarto trimestre de 2018.
Entre abril y agosto de 2018, la cantante lanzó dos sencillos, "Queendom" y "Forgotten Love", que sirvieron de promoción para el EP. Aksnes Grabó el álbum durante su estancia en Francia en enero de aquel año. La producción del disco estuvo a cargo los productores Askjell Solstrand, Roy Kerr y Tim Bran, además de la misma Aurora. Una parte del material nuevo fue anticipado en presentaciones en vivo, incluyendo festivales como Lollapalooza y Coachella.
Aunque mantuvo algunos de los temas e historias del álbum anterior, esta producción sería la primera vez en la que Aksnes incluyó temas políticos y sexuales en sus canciones. La mayoría de esta inspiración provino de la interacción que tuvo con sus seguidores durante su primera gira en 2016. El vídeo musical de  "Queendom" fue lanzado en mayo de 2018, e incluye un mensaje a sus seguidores LGBT; tal mensaje estuvo retratado por Aksnes dando un beso una de sus bailarinas mujeres, durante lo que estuvo descrito como "fiesta grande de besos" que muestra que "cada tipo de amor está aceptado y abrazado" para la cantante.
El 28 de septiembre de 2018, Aurora lanzó el EP y reveló el título de la parte dos, A Different Kind of Human (Step 2), y dijo que esperaba poder lanzarlo el 7 de junio de 2019.
El álbum contiene 8 canciones, incluyendo la que le da el título al álbum, que es la última canción de la lista. Aurora declaró que piensa que esta es la canción más importante que escribió hasta la fecha.

## Lista de canciones
| N.º | Título                           | Escritor(es)                                    | Productor(es) | Duración |  |
| 1.  | «Queendom»                       | Aurora Aksnes, Couros, Fiona Bevan & Jakwob     | AURORA        | 3:27     |  |
| 2.  | «Forgotten Love»                 | Aksnes & Martin Sjølie                          | Skylstad      | 3:28     |  |
| 3.  | «Gentle Earthquakes»             | Aksnes, Fiona Bevan, Jakwob & Couros            | Tim Bran      | 3:47     |  |
| 4.  | «All Is Soft Inside»             | Aksnes, Tim Bran & Roy Kerr                     | Tim Bran      | 5:09     |  |
| 5.  | «It Happened Quiet»              | Aksnes & Sacha Skarbek                          | Skylstad      | 4:09     |  |
| 6.  | «Churchyard»                     | Aksnes, Edvard Førre Erfjord & Henrik Michelsen | AURORA        | 3:46     |  |
| 7.  | «Soft Universe»                  | Aksnes, Jackwob, Couros & Fiona Bevan           | AURORA        | 4:00     |  |
| 8.  | «Infections Of A Different Kind» | Aurora Aksnes                                   | Tim Bran      | 5:27     |  |